# Oakland City Center/Calle 12 (BART)
Oakland City Center/Calle 12 es una estación en las líneas Richmond–Fremont, Richmond–Millbrae y Pittsburg/Bay Point–SFO/Millbrae del BART. La estación se encuentra localizada en 1245 Broadway en Oakland, California. La estación Oakland City Center/Calle 12 fue inaugurada el 11 de septiembre de 1972. El Distrito de Transporte Rápido del Área de la Bahía es la encargada por el mantenimiento y administración de la estación.

## Descripción
La estación Oakland City Center/Calle 12 cuenta con 1 plataforma lateral, 1 plataforma central y 3 vías. 

## Conexiones
La estación es abastecida por las siguientes conexiones de autobuses: 
- Rutas del AC Transit: Rutas 1R, 11, 12, 14, 18, 20, 26, 31, 40, 51A, 58L*, 72, 72M, 72R*, 88 (local); 800, 801, 802, 805, 840, 851 (All Nighter)
* - La ruta opera los días de semana solamente